# ساينت هيلير

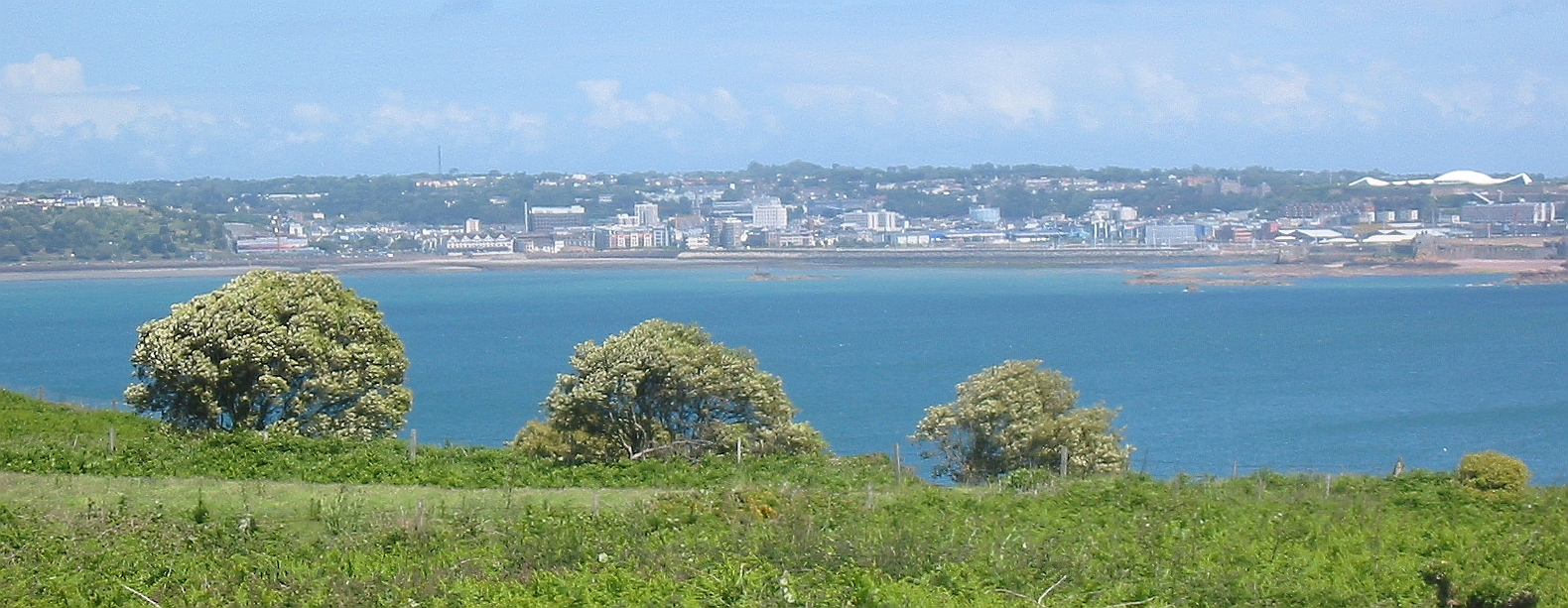
ساينت هيلير

ساينت هيلير (بالإنجليزية: Saint Helier)‏ هي عاصمة جيرزي إحدى جزر القنال الإنجليزي.

## كتب
- Balleine's History of Jersey, Marguerite Syvret and Joan Stevens (1998) ISBN 1-86077-065-7.
- Jersey in Figures, 2003–2004, published by the States of Jersey.

## المناخ
يظهر الجدول التالي التغييرات المناخية على مدار السنة لساينت هيلير:
| البيانات المناخية لـساينت هيلير              | البيانات المناخية لـساينت هيلير | البيانات المناخية لـساينت هيلير | البيانات المناخية لـساينت هيلير | البيانات المناخية لـساينت هيلير | البيانات المناخية لـساينت هيلير | البيانات المناخية لـساينت هيلير | البيانات المناخية لـساينت هيلير | البيانات المناخية لـساينت هيلير | البيانات المناخية لـساينت هيلير | البيانات المناخية لـساينت هيلير | البيانات المناخية لـساينت هيلير | البيانات المناخية لـساينت هيلير | البيانات المناخية لـساينت هيلير |
| الشهر                                        | يناير                           | فبراير                          | مارس                            | أبريل                           | مايو                            | يونيو                           | يوليو                           | أغسطس                           | سبتمبر                          | أكتوبر                          | نوفمبر                          | ديسمبر                          | المعدل السنوي                   |
| -------------------------------------------- | ------------------------------- | ------------------------------- | ------------------------------- | ------------------------------- | ------------------------------- | ------------------------------- | ------------------------------- | ------------------------------- | ------------------------------- | ------------------------------- | ------------------------------- | ------------------------------- | ------------------------------- |
| متوسط درجة الحرارة الكبرى °م (°ف)            | 9.5 (49.1)                      | 9.7 (49.5)                      | 10.9 (51.6)                     | 13.2 (55.8)                     | 16.6 (61.9)                     | 19.2 (66.6)                     | 21.1 (70.0)                     | 21.2 (70.2)                     | 19.3 (66.7)                     | 15.7 (60.3)                     | 11.9 (53.4)                     | 10.4 (50.7)                     | 14.9 (58.8)                     |
| متوسط درجة الحرارة الصغرى °م (°ف)            | 4.3 (39.7)                      | 4.0 (39.2)                      | 5.4 (41.7)                      | 6.6 (43.9)                      | 9.4 (48.9)                      | 11.8 (53.2)                     | 14.0 (57.2)                     | 14.4 (57.9)                     | 12.9 (55.2)                     | 10.6 (51.1)                     | 7.4 (45.3)                      | 5.5 (41.9)                      | 8.9 (48.0)                      |
| الهطول مم (إنش)                              | 90.4 (3.56)                     | 73.6 (2.90)                     | 70.8 (2.79)                     | 54.4 (2.14)                     | 52.0 (2.05)                     | 48.6 (1.91)                     | 37.0 (1.46)                     | 45.6 (1.80)                     | 70.3 (2.77)                     | 92.2 (3.63)                     | 107.9 (4.25)                    | 110.5 (4.35)                    | 853.3 (33.61)                   |
| متوسط أيام هطول الأمطار (≥ 0.2 mm)           | 19.0                            | 15.9                            | 16.3                            | 13.3                            | 12.2                            | 10.7                            | 9.9                             | 10.1                            | 13.3                            | 17.0                            | 19.2                            | 19.5                            | 176.4                           |
| المصدر: المنظمة العالمية للأرصاد الجوية (UN) |                                 |                                 |                                 |                                 |                                 |                                 |                                 |                                 |                                 |                                 |                                 |                                 |                                 |

## توأمة
لساينت هيلير اتفاقيات توأمة مع كل من:
- افرانش
- باد فورتساخ
- فونشال

## أعلام
- غرام لو سو
- جيرانت جينينغز
- إدوارد بارتلي
- تريفور وود
- ديف آدامز
- ليونارد وارد

## وصلات خارجية
- الموقع الرسمي